# Historia de la fusión nuclear
Si bien todavía no ha podido concretarse la utilización práctica de la fusión nuclear como una alternativa en la producción de energía utilizable, las investigaciones asociadas a dicho proceso permiten describir un trayecto histórico que incluso vislumbra los pasos a seguir en el futuro.

## Cronología[1]

### 1950
El científico soviético Andréi Sájarov diseña una botella magnética, el Tokamak, apropiada para confinar un plasma. Sus posteriores investigaciones sobre armas nucleares apartarían del proyecto a Sájarov.

### 1951
Lyman Spitzer, de la Universidad de Princeton, introduce el Stellarator, otro mecanismo de confinamiento magnético.

### 1952
Los EE. UU. detonan Ivy Mike, la primera bomba de hidrógeno.

### 1969
Científicos occidentales viajan a Moscú con el objeto de estudiar el Tokamak de Sájarov. Descubren que produce plasma más caliente y más denso que el del Stellarator. Los tokamaks juegan un papel fundamental en la investigación sobre fusión magnética (véase confinamiento magnético).

### 1977
El láser Shiva intenta inducir la fusión mediante implosiones por láser.

### 2010
El Centro Nacional de Ignición, en EE. UU., tenía previsto comenzar sus experimentos de fusión de deuterio y tritio.

### 2018
Estaba prevista la finalización de la construcción del ITER (Reactor Termonuclear Experimental Internacional). Los primeros ensayos de fusión de deuterio y tritio se esperaban en 2016.

### 2022
Se genera por primera vez energía (factor de ganancia positivo) en un experimento de fusión nuclear por confinamiento inercial realizado por el NIF.